# Maximilian Vrints zu Falkenstein
Maximilian Vrints zu Falkenstein (4. února 1802 – 10. června 1896 Poysbrunn) byl rakouský šlechtic, diplomat a politik z Dolních Rakous, v 2. polovině 19. století poslanec Říšské rady.

## Biografie
Pocházel z šlechtického rodu Vrints von Treuenfeld, který měl španělské a nizozemské kořeny. 5. července 1860 byl povýšen na hraběte. Do té doby byl baronem. Dlouhodobě působil v diplomatických službách. Zastával post vyslance v Bruselu. Byl rovněž vyslancem v Dánsku. Patřilo mu panství Falkenstein v Dolních Rakousích. Za zásluhy mu byl roku 1851 udělen Císařský rakouský řád Leopoldův. Roku 1857 získal titul tajného rady.
Roku 1861 a opět roku 1867 byl zvolen na Dolnorakouský zemský sněm za velkostatkářskou kurii. Zemský sněm ho roku 1861 a opět roku 1867 zvolil i do Říšské rady. Patřil k centralistické a provídeňské Straně ústavověrného velkostatku. Až do poslední chvíle náležel mezi podporovatele Antona von Schmerlinga. V Říšské radě se angažoval zejména v rozpočtových debatách.
Později zasedal od roku 1871 jako doživotní (od roku 1873 jako dědičný) člen Panské sněmovny (jmenovaná horní komora Říšské rady), přičemž na konci svého života byl jejím nejstarším členem.
Zemřel v červnu 1896 na zámku v Poysbrunnu.